# Kwinta (interwał)
Kwinta – interwał prosty zawarty między pięcioma kolejnymi stopniami skali muzycznej. W szeregu zasadniczym naturalnie występuje kwinta czysta i kwinta zmniejszona (tryton). Zastosowanie znaków chromatycznych pozwala zmienić jej rozmiar.

## Rodzaje
| Nazwa                                               | Opis | Przykład      |
| --------------------------------------------------- | --- | ------------- |
| Kwinta czysta Posłuchaj: melodycznieⓘ harmonicznieⓘ | Kwinta o rozmiarze siedmiu półtonów. Występuje naturalnie w szeregu zasadniczym (c-g, d-a, e-h, f-c¹, g-d¹, a-e¹). Jest konsonansem doskonałym. W przewrocie otrzymuje się kwartę czystą. Oznaczenie: 5. | Kwinta czysta |

### Interwały pochodne
| [1] 5>>>>       |
| --------------- |
| [2] 3           |
| [3] 4<<<<       |
| [4] 3>          |
| [5] cisis-geses |

| [1] 5>>>      |
| ------------- |
| [2] 4         |
| [3] 4<<<      |
| [4] 3         |
| [5] cis-geses |

| [1] 5>>     |
| ----------- |
| [2] 5       |
| [3] 4<<     |
| [4] 4       |
| [5] c-geses |

| [1] 5>         |
| -------------- |
| [2] 6          |
| [3] 4<         |
| [4] [B] tryton |
| [5] c-ges      |

| [1] 5<     |
| ---------- |
| [2] 8      |
| [3] 4>     |
| [4] [B] 6> |
| [5] c-gis  |

| [1] 5<<     |
| ----------- |
| [2] 9       |
| [3] 4>>     |
| [4] 6       |
| [5] c-gisis |

| [1] 5<<<      |
| ------------- |
| [2] 10        |
| [3] 4>>>      |
| [4] [C] 7     |
| [5] ces-gisis |

| [1] 5<<<<       |
| --------------- |
| [2] 11          |
| [3] 4>>>>       |
| [4] [C] 7<      |
| [5] ceses-gisis |

Objaśnienia do tabeli:

[1] – oznaczenie interwału

[2] – rozmiar interwału w półtonach

[3] – przewrót interwału

[4] – najprostszy interwał o takim samym brzmieniu

[5] – przykład

[B] – tryton to (sprowadzając do najprostszego interwału) kwarta zwiększona lub kwinta zmniejszona

[C] – należy pamiętać, że septymę małą oznacza się jako 7, a wielką jako 7<